# Antonio da Montefeltro
Antonio da Montefeltro (né à Urbino le 19 avril 1445 et mort à Gubbio en août 1508) est un fils illégitime de Federico III da Montefeltro, duc d'Urbino.

## Biographie
Antonio est né à Urbino et en 1458 a hérité du titre de comte de Cantiano après la mort de son frère Buonconte. En 1464, il abandonne les études pour la carrière militaire, à la suite de son père contre l'armée papale dirigée par Alessandro Sforza. En 1470, il participe à la bataille de Mulazzano et deux ans plus tard, il prend part au siège de Volterra, toujours comme lieutenant de Frederic III. Les deux étaient au service d'Alphonse V dans le royaume de Naples en 1474.
Son épouse  Emilia Pia di Carpi est la fille du comte Marco II de Carpi et Sassuolo  qui a probablement   été représentée par Raphaël en 1504-1505. Antonio da Montefeltro est mort à Gubbio en 1508, probablement de la syphilis.